# ケイレブ・クラーク
ケイレブ・クラーク（Caleb Clarke、1999年3月29日 - ）は、スーパーラグビー・パシフィックブルーズに所属するラグビー選手。

## プロフィール
- ニュージーランド・オークランド出身。
- ポジションはウィング(WTB)。
- 身長 189cm、体重 107kg
- 父のエロニーは元ラグビー選手(元オールブラックス)[1]。
- U20[2]・7人制[3]のニュージーランド代表に選ばれたことがある。
- ニュージーランド代表キャップは18（2023年8月現在）でラグビーワールドカップ2023のニュージーランド代表に選ばれた[4]。
- 北島代表に選ばれたことがある[5]。

## 略歴
オークランドを経て、2018年、ブルーズに加入。
2021年、東京五輪の7人制ニュージーランド代表バックアップメンバーに選ばれた。